# Thập niên 290 TCN
Thập niên 290 TCN hay thập kỷ 290 TCN chỉ đến những năm từ 290 TCN đến 299 TCN.